# 우포1대로
우포1대로(Upo 1-daero)는 대한민국 경상남도 창녕군 이방면 우포1대교와 경상남도 창녕군 창녕읍 오리정사거리까지 연결하는 도로이다.

## 주요 경유지
경상남도
- 창녕군 (이방면 . 유어면 . 대지면 . 창녕읍)

## 노선
| 이름                        | 접속 노선                            | 소재지 | 소재지                                       | 비고                                                                 |
| --------------------------- | ------------------------------------ | ------ | -------------------------------------------- | -------------------------------------------------------------------- |
| 우포1대교                   |                                      | 창녕군 | 이방면                                       | 국도 제24호선 국가지원지방도 제67호선 국가지원지방도 제69호선과 중복 |
| 이남삼거리                  | 국가지원지방도 제67호선 (이방로)     | 창녕군 | 이방면                                       | 국도 제24호선 국가지원지방도 제67호선 국가지원지방도 제69호선과 중복 |
| 유어교                      |                                      | 창녕군 | 이방면                                       | 국도 제24호선 국가지원지방도 제67호선 국가지원지방도 제69호선과 중복 |
|                             | 유어면                               | 창녕군 |                                              | 국도 제24호선 국가지원지방도 제67호선 국가지원지방도 제69호선과 중복 |
| 유어삼거리                  | 국도 제79호선 (유어장마로)           | 창녕군 |                                              | 국도 제24호선 국가지원지방도 제67호선 국가지원지방도 제69호선과 중복 |
| 수루재                      |                                      | 창녕군 | 국도 제24호선 국가지원지방도 제67호선과 중복 |                                                                      |
| 수루재                      | 대지면                               | 창녕군 | 국도 제24호선 국가지원지방도 제67호선과 중복 |                                                                      |
| 창녕육교                    |                                      | 창녕군 | 국도 제24호선 국가지원지방도 제67호선과 중복 | 창녕읍                                                               |
| 창녕 나들목 (창녕IC 사거리) | 제45호선 중부내륙고속도로            | 창녕군 | 국도 제24호선 국가지원지방도 제67호선과 중복 | 창녕읍                                                               |
| 조산삼거리                  | 조산1길 직교2길                      | 창녕군 | 국도 제24호선 국가지원지방도 제67호선과 중복 | 창녕읍                                                               |
| 오리정삼거리                | 지방도 제1080호선 (창녕대로) 우포2로 | 창녕군 | 국도 제24호선 국가지원지방도 제67호선과 중복 | 창녕읍                                                               |
| 명덕로와 직결               |                                      |        |                                              |                                                                      |

## 주요 건물 및 시설
- 부일자동차정비 (우포1대로 578/부곡리 61-3)
- 유어면 행정복지센터 (우포1대로 583/부곡리 48-5)
- 농협 창녕농협 하나로마트 유어점 (우포1대로 624/부곡리 25-3)
- 농협 창녕농협 유어지점 (우포1대로 624/부곡리 25-3)
- S-OIL 대성주유소 (우포1대로 642/부곡리 6-4)
- S-OIL 대초주유소 (우포1대로 1185/본초리 536)
- 르노코리아자동차 지정정비코너 창녕점 (우포1대로 1549/직교리  658-1)
- 이마트24 창녕IC점 (우포1대로 1551/직교리 660)
- 현대자동차 블루핸즈 창녕점 (우포1대로 1559/직교리 663-1)
- 현대자동차 창녕지점 (우포1대로 1565/직교리 665-2)
- KG모빌리티 창녕전시장 (우포1대로 1580/직교리 72-2)
- GS칼텍스 해연창녕주유소 (우포1대로 1585/직교리 50)
- 붕붕자동차정비공업사 (우포1대로 1585/직교리 50)